# Phigalia plumaria
Phigalia plumaria är en fjärilsart som beskrevs av Eugen Johann Christoph Esper. Phigalia plumaria ingår i släktet Phigalia och familjen mätare. Inga underarter finns listade i Catalogue of Life.